# Way Down - Rapina alla banca di Spagna
Way Down - Rapina alla banca di Spagna (The Vault) è un film del 2021 diretto da Jaume Balagueró.
Il film è interpretato da Freddie Highmore, Àstrid Bergès-Frisbey, Sam Riley, Liam Cunningham, Luis Tosar, Axel Stein, José Coronado e Famke Janssen.

## Trama
Thom è un dotato studente di ingegneria all'Università di Cambridge, contattato da reclutatori di diverse importanti compagnie petrolifere. Thom respinge le offerte, spiegando in seguito le sue motivazioni al padre, a sua volta dirigente petrolifero, durante una cena. Durante questa conversazione riceve un sms anonimo da qualcuno che lo sta osservando nel ristorante dove si trovano, e che gli propone un incontro.
Recatosi all'appuntamento, incontra una donna di nome Lorraine, che poi lo presenta a Walter, che gestisce una compagnia di salvataggio che ha recuperato in passato un tesoro noto come "il tesoro di Guadalupe", sequestrato in seguito dal governo spagnolo.
Walter ha messo insieme una squadra composta da membri con varie competenze tra cui Lorraine, una truffatrice, Simon, un esperto di logistica, Klaus, uno hacker e James, il partner di Walter nella caccia al tesoro. Walter ha bisogno del genio ingegneristico di Thom per penetrare nel caveau della Banca di Spagna, al cui interno è custodito il tesoro confiscato . Thom accetta di aiutarli e si unisce a loro a Madrid durante la Coppa del Mondo 2010, in cui la Spagna è in lizza per il titolo. Usando come copertura il clamore dei tifosi riuniti in città per guardare le partite, esplorano la banca e determinano che il caveau si trova su una bilancia gigante sotto un grande serbatoio d'acqua. Se il peso sulla bilancia oscillasse minimamente, il caveau si allagherebbe, causando l'annegamento di eventuali intrusi.
Avendo bisogno di trovare una soluzione prima della finale, dopo la quale la folla si disperderà, Thom decide di congelare la bilancia con 500 litri di azoto, rallentandola abbastanza a lungo da non registrare la loro presenza ed evitare così un'inondazione mentre recuperano il tesoro.
Simon riesce a congelare con successo la bilancia sotto il pavimento del caveau mentre Thom, Lorraine e James si fanno strada all'interno. Il piano di Thom funziona, ma la bilancia inizia a scongelarsi molto più velocemente del previsto. Il trio si affretta per trovare ciò che stanno cercando: tre monete di Francis Drake, sulle quali sono incise le coordinate per trovare il suo enorme tesoro.
Mentre individuano le monete, il capo della sicurezza della banca riprende il controllo dei sistemi di sicurezza, penetrati in precedenza da Klaus. Essendo al corrente che, nei giorni precedenti, degli sconosciuti si erano introdotti nella banca, invia una squadra d'assalto per arrestare gli intrusi. Credendoli compromessi, Walter ordina al trio di arrendersi, ma James punta una pistola su Thom, chiedendogli di consegnargli le monete, e rivelando di lavorare per il governo britannico. Il caveau si blocca intrappolandoli all'interno, tuttavia, l'esperienza subacquea di James gli permette di nuotare verso la salvezza, abbandonando gli altri due.
A corto di tempo, Thom intuisce che la chiave per fermare il flusso d'acqua consista nell'aggiungere più peso sulla bilancia, come se il caveau fosse già pieno d'acqua. Ordina a Simon di impilare i contenitori di azoto vuoti sulla bilancia per aumentare il peso, ma ciò non è sufficiente. Come ultima risorsa, lo stesso Simon sale sulla bilancia, raggiungendo così il peso necessario a interrompere l'allagamento.
Il caveau inizia a prosciugarsi e Thom e Lorraine riescono a eludere la sicurezza della banca e scappare nella piazza, mescolandosi ai tifosi che guardano la Spagna conquistare il suo primo titolo mondiale.Intanto, all'ambasciata britannica, James consegna le monete, solo per scoprire che sono false e che Walter è in possesso degli originali. 
Mentre la squadra si rilassa a Saint Tropez, Walter scopre che il tesoro è sepolto sotto la Banca d'Inghilterra. Il finale aperto mostra una nuova rapina, che si svolge due anni dopo, mentre le Olimpiadi del 2012 iniziano a Londra.

## Distribuzione
Il film è stato distribuito nelle sale il 15 gennaio 2021 in Brasile e Taiwan e a marzo negli Stati Uniti. Il 31 luglio è stato reso disponibile su Netflix. Su Prime Video nel Regno Unito.
In Spagna il film doveva inizialmente uscire nelle sale nell'autunno 2020, ma l'uscita è stata posticipata al 12 novembre 2021 a causa della pandemia di COVID-19, che ha causato l'archiviazione di tutti i titoli di Telecinco Cinema in attesa di uscita nelle sale.

## Accoglienza

### Incassi
Ha aperto con 1,2 milioni di euro nel suo primo fine settimana in Spagna, diventando il miglior debutto al botteghino spagnolo finora nell'anno in questo senso. Il film ha incassato 9 milioni di dollari in tutto il mondo (6,9 milioni di dollari in Spagna).

### Critica
Sull'aggregatore di recensioni Rotten Tomatoes, il film ha un punteggio negativo del 58%, basato su 31 recensioni, con una valutazione media di 5,8/10. Il consenso dei critici del sito web recita: "Il suo tempo di esecuzione passa in modo abbastanza indolore, ma i brividi sapientemente progettati di Way Down sono offuscati dalla familiarità".